# Malate d'ammonium
Le malate d'ammonium est un composé organique de formule NH4(C2H4O(COO)2). C'est le sel d'ammonium de l'acide malique.
Il est utilisé comme régulateur d'acidité et porte le numéro E349.